# Watertoren (Ermelo)
De watertoren in Ermelo staat op het landgoed Oud Groevenbeek.

## Geschiedenis
Het bouwwerk dateert uit 1912. Het is gebouwd in het kader van de omvorming van Groevenbeek omstreeks 1900 tot onder meer Oud Groevenbeek. Op dit landgoed verrezen vervolgens tal van nieuwe bouwwerken, waaronder het hoofdgebouw en de watertoren, met daarbij een herinrichting van het groene gebied. De markante toren werd op een aangelegde heuvel gebouwd. Het grondplan is vierkant met een aangebouwde ronde toren. Het geheel heeft een kasteelachtig uiterlijk waarbij er een uitkijkgedeelte bovenaan is met kantelen. De watertoren diende voor het drinkwater op het landgoed en ter bewatering van de bijbehorende tuin met kassen. In de twee etages tellende toren bevond zich ook een gasfabriekje waarin gas werd geproduceerd voor het landgoed. Onder de toren zijn kelders aanwezig. In moderne literatuur staat overigens de toren ook wel beschreven als een folly.  
De watertoren is in 1950 buiten gebruik gesteld en in 1994 gerestaureerd. In 2005 werd het bouwwerk gewaardeerd als rijksmonument. De torenkelders zijn een verblijfplaats voor vleermuizen. 
Aalten · 
Arnhem ·
Berg en Dal ·
Bontebrug ·
Culemborg ·
Doetinchem ·
Doorwerth ·
Ede ·
Eibergen ·
Ermelo ·
Harderwijk ·
Leur ·
Lochem · 
Nijkerk ·
Nijmegen ·
Oosterbeek ·
Radio Kootwijk ·
Tiel 
(Oude ·
Nieuwe) ·
Ulft ·
Wageningen
(Generaal Foulkesweg · Belvedère) ·
Winterswijk ·
Wolfheze ·
Zaltbommel
(Oude · Nieuwe) ·
Zutphen
(Drogenapstoren · Warnsveldseweg) ·